# Roberto Florio
Roberto Florio (Buenos Aires, Argentina, 9 de noviembre de 1929 – ibídem, 5 de octubre de 1993) cuyo nombre verdadero era Rodolfo Ángel Florio  y respondía al seudónimo Chocho fue un cantor dedicado al género del tango que trabajó con distintas orquestas de primer nivel, incluyendo entre otras las de Francini-Pontier, Carlos di Sarli, Alfredo De Angelis, José Basso y Lorenzo Barbero.

## Actividad profesional
De chico entró a trabajar para un tejedor y con su compañero de trabajo, algo mayor que él, que más adelante fue conocido como Jorge Casal, se ponían a veces a cantar tangos mientras laboraban. Cuando tenía 20 años se presentó en el club Federal Argentino del barrio de Saavedra a un concurso de cantantes y lo ganó, venciendo a los demás concursantes, uno de los cuales era Roberto Goyeneche. Después del concurso aceptó actuar en el Café Los Andes, del barrio de Chacarita haciendo relevos a Alberto Marino que ya lo hacía allí. No tenía mayores conocimientos musicales, por lo que decidió estudiar con unos muchachos guitarristas primero y con una profesora de música después. Mientras actuaba  en el café La Armonía de Avenida Corrientes al 1400 lo escuchó Lorenzo Barbero que también trabajaba en el local y lo incorporó a su Orquesta de la Argentinidad, donde estuvo tres años, integrada por 25 músicos, algunos de los cuales tocaban instrumentos regionales, pues además de tangos ejecutaba otros ritmos con la idea de representar a todas las provincias argentinas. Actuaba junto a grandes figuras como Pedro Maffia y Alberto Castillo en el programa auspiciado por Jabón Federal denominado La gran audición Federal. Se emitía los jueves, de 21 a 22:30 horas y los domingos de 12 a 13:30 horas, era el programa más exitoso del momento en la radiofonía argentina y llegaba a todo el país a través de su red nacional de emisoras. Ya en la década de 1950, actuaron en la televisión oficial, en el recientemente creado Canal 7.
En octubre de 1951 la orquesta de Barbero comenzó a grabar para la discográfica  Odeon con Roberto Florio registrando el vals de Carlos Vicente Geroni Flores con letra de Vicente Retta y Carlos Max Viale, La virgen del perdón; el tango de Barbero, La serranita; de Mario Millán Medina el chamamé El Recluta y, a dúo con Carlos Del Monte, el tango amilongado de Francisco Canaro, Tomá mate, tomá mate. En el ínterin colaboró con el conjunto de Oscar Castagniaro en varias presentaciones y en la grabación de Madre hay una sola para el sello TK.
Por recomendación de Jorge Casal lo contrató la orquesta Francini-Pontier y fue sustituido por Jorge Sobral en la orquesta de Barbero. Con su nueva orquesta hizo presentaciones y grabó para RCA Victor Los cosos de al lao, en 1954 y Cuartito azul, Por una muñeca y Por unos ojos negros, en 1955. La orquesta Francini-Pontier  había debutado el 1 de septiembre del 1945 en la inauguración de la casa Tango Bar, de Corrientes al 1200 y esa codirección se mantuvo diez años. En el mismo día, pero de 1955, Armando Pontier debutó, esta vez solo, al frente de su orquesta.
Cuando se separaron los directores en 1955, Florio siguió a Pontier y tuvo como compañero al todavía no tan conocido cantante Julio Sosa; con esta orquesta grabó Lágrimas de sangre y Quemá esas cartas. Al año siguiente se incorporó a la orquesta de Carlos di Sarli donde permaneció hasta comienzos de 1958 en lo que se considera la mejor época del cantor y dentro de su repertorio se recuerdan como temas de éxito a Adiós corazón, Buenos Aires, Calla, Cantemos corazón, Cuanta angustia, Derrotado, con música de Antonio Arcieri y letra de José Terragno y Antonio Bernárdez, Destino de flor, Fogón de huella, Nuestra noche, Pobre buzón, Por qué regresas tú, Por un te quiero,  Y todavía te quiero, Soñemos y, a dúo con Jorge Durán, Quién sino tú y Serenata mía.
A continuación trabajó con la orquesta de Alfredo de Angelis en pareja con el cantor Juan Carlos Godoy y durante 1958 grabó seis temas para Odeon.
Cuando dejó a De Angelis formó rubro con Jorge Durán y organizaron una orquesta propia que dirigió Orlando Tripodi desde el piano y empezaron en 1959 a grabar un larga duración para el sello RCA Victor y cuando estaban por la mitad la empresa decidió no editarlo por lo que solamente se conocen algunos registros que con el tiempo llegó a manos de muchos interesados; se trata de  Dame mi libertad, Yo no quise hacerte mal, Un amor imposible, Estrella y, a dúo con Jorge Durán, Regresa a mí, Amor de resero y Ojos de canela.
Por su mediación de Eber Lobato, hermano de su esposa, llegó a cantar en Estados Unidos y regresó al país  llamado por el bailarín de tango Juan Carlos Copes. En 1962 estuvo un breve período en la orquesta de José Basso acompañando a los cantores Jorge Durán y Floreal Ruiz y grabó para el sello Music Hall Mano cruel, Un amor imposible y Por qué la quise tanto, obra esta última que alcanzó un inesperado éxito. Después siguió como solista actuando en locales de Buenos Aires, en la televisión y en el interior del país. En 1967 grabó con José Libertella y dos años después, con Roberto Pansera, Barriada de tango y el mismo año lo hizo acompañado por Carlos García. En 1974 para el sello Magenta cantó acompañado por el Trío Yumba y dos temas, Estrella y Tu angustia y mi dolor en los cuales el acompañamiento fue por el conjunto dirigido por Dante Smurra. En 1980 grabó El último escalón acompañado por Armando Lacava.
Al igual que muchos otros cantores ,los fines de semana realizaba presentaciones en varios locales Tangueros, en 1989 trabajó varios meses en el conocido y popular local de tango ¨El Viejo Almacén¨ como cantor del cuarteto de Ernesto Baffa , que integraban, Ernesto Baffa en bandoneón , Ado Falasca en piano, Rubén Castro en guitarra y Sergio Paolo en bajo eléctrico. 

Roberto Florio con Jorge Valdez y el músico Sergio Paolo luego de un Show de Tango, realizado en Mar del Plata, con la orquesta del pianista y director Lucho Repetto

Realizó algunas presentaciones junto a la orquesta de Lucho Repetto, una de ellas, en Mar Del Plata, con el cantor Jorge Valdez.
Se fue retirando paulatinamente de la actividad por problemas de salud. En los últimos tiempos atendía un local de venta de zapatos llamado El Buscapie, a metros de la estación Primera Junta, en la calle Centenera 108, junto con su esposa Gladys Lobato.
Falleció en Buenos Aires el 5 de octubre de 1993.
Uno de los temas que compuso, titulado Tabaco rubio, fue grabado por Roberto Rufino. Roberto Florio fue un 
cantor emotivo, apasionado, que dramatizaba los temas con justeza y, al mismo tiempo, tenía un estilo intimista, cálido y delicado, con muy buena afinación y distintiva personalidad.